# Coryanthes verrucolineata
Coryanthes verrucolineata, es una orquídea de hábito epífita originaria de Sudamérica.

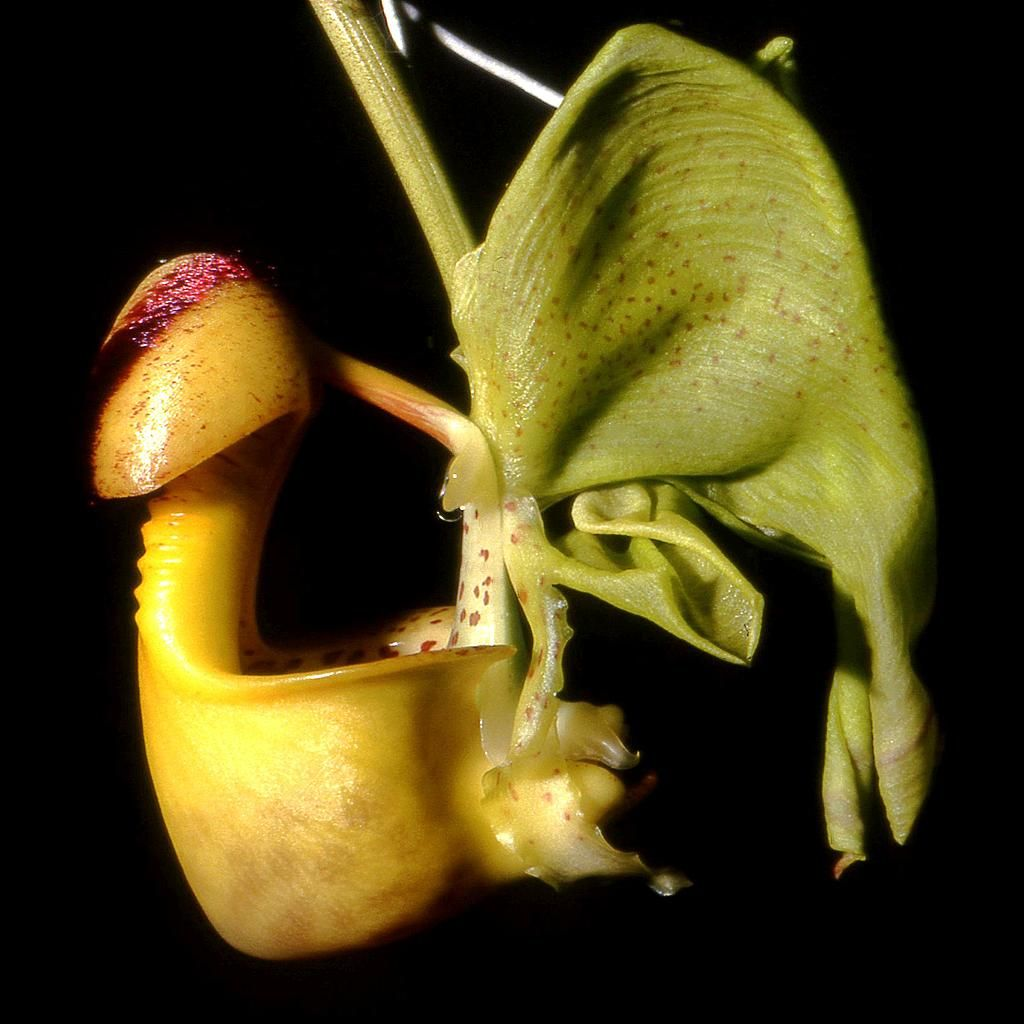
Detalle de la flor

## Descripción
Es una orquídea de un tamaño grande, que prefiere clima caliente. Tiene hábitos de epífita con un pseudobulbo  ovado, sulcado que llevan de 2 a 3 hojas, plegadas, estrechas. Florece desde el verano hasta principios de otoño en una inflorescencia colgante, con 1-4 flores  fragantes

## Distribución
Se encuentra en el norte de Perú en las selvas tropicales de tierras bajas en las elevaciones más bajas.

## Taxonomía
Coryanthes verrucolineata fue descrita por  Charles Schweinfurth  y publicado por primera vez en Die Orchideen 40(2): 52. 1989.
Etimología
Coryanthes: (abreviado Crths.) nombre genérico que procede del griego "korys" = "casco" y de "anthos" = "flor" en alusión al epiquilo del labelo parecido a un casco.

verrucolineata: epíteto latino que significa "con verrugas pequeñas".